# Север-северозапад
„Север-северозапад“ (на английски: North by Northwest) е американски шпионски трилър от 1959 г., продуциран и режисиран от Алфред Хичкок. Участие във филма вземат Кари Грант, Ева Мари Сейнт и Джеймс Мейсън. Сценарият е на Ърнест Леман.
„Север-северозапад“ е история за сгрешена самоличност на невинен мъж, преследван в Съединените щати от агенти на мистериозна организация, опитваща се да му попречи да блокира плана им за контрабанда на микрофилм, който съдържа правителствени тайни, извън страната. Това е един от няколкото филма на Хичкок, които включват музика от Бърнард Херман и интро от графичния дизайнер Саул Бас, и е първият, който включва разширено използване на кинетична типография в началните надписи.
„Север-северозапад“ е включен сред каноничните филми на Хичкок от 50-те години на миналия век и често е посочван сред най-великите филми на всички времена. През 1995 г. е избран за съхраняване в Националния филмов регистър на Съединените щати от Библиотеката на Конгреса като „културно, исторически или естетически значим“. След първата прожекция - рецензенти на The New Yorker и The New York Times веднага го приветстват като шедьовър на комедийната и сложна самопародия.

## Сюжет
Внимание:  Текстът по-долу разкрива сюжета на произведението (или части от него)!
Ню Йорк, 1958 година: сервитьор повиква „Джордж Каплан“ в ресторант „Oak Room“ на хотел „Плаза“, след като двама бандити вероятно са го помолили да го направи. Когато рекламният изпълнителен директор Роджър Торнхил се обръща към същия сервитьор, той бива припознат като Каплан, отвлечен от главорезите и отведен в имението на Лестър Таунсенд. Разпитван е от шпионина Филип Вандам – враг на Съединените щати от Студената война, който се представя за Таунсенд пред Торнхил. Вандам „урежда“ смъртта на Торнхил в инсценирана катастрофа при шофиране в нетрезво състояние. Торнхил оцелява, но не успява да убеди майка си и полицията в истинността на събитията, дори и след повторното посещение на имението на Таунсенд. По време на посещението Торнхил научава, че Таунсенд е дипломат на ООН.
Торнхил и майка му отиват в празната хотелска стая на Каплан в „Плаза“. След като Торнхил отговаря на обаждане на телефона на Каплан, главорезите, които са се обадили на номера от фоайето, започват преследването си. Торнхил се отправя към сградата на Общото събрание на ООН, за да се срещне с Таунсенд, който е напълно различен човек от Вандам. Един от преследвачите хвърля нож и убива Таунсенд, който пада в ръцете на Торнхил. Торнхил е заснет, докато грабва ножа, придавайки вид на ситуацията, че убиецът е именно той. След това бяга, опитвайки се да намери истинския Каплан. Неназована правителствена разузнавателна агенция установява, че Торнхил е бил сбъркан с Каплан, но решава да не го спасява от страх операцията ѝ да не бъде компрометирана: Каплан е несъществуващ агент, създаден от тях, за да обърква и разсейва Вандам.
Торнхил се качва на влака „20th Century Limited“ за Чикаго, където среща Ийв Кендъл, която го скрива от полицията. Двамата установяват връзка, но има уловка –  тя работи тайно с Вандам. Кендъл казва на Торнхил, че е уредила среща с Каплан на изолирана селска автобусна спирка. Торнхил чака на уреченото място, но изведнъж бива нападнат от самолет на селскостопанската авиация. След като се опитва да се скрие в царевична нива, той изскача пред бързо движещ се камион, който спира, а самолетът се блъска в превозното средство, позволявайки му да избяга. Торнхил стига до хотела на Каплан в Чикаго и научава, че същият е напуснал точно преди момента, в който Кендъл твърди, че е говорила с него. Торнхил отива в стаята ѝ и я конфронтира, но тя си тръгва. Той я проследява до аукцион за изкуство, където забелязва Вандам да купува мексиканска статуя на Пурепеча.
Вандам оставя главорезите си да се справят с Торнхил. За да избяга, Торнхил прекъсва търга, докато полицията все още не е извикана. Той казва, че е избягалият убиец, но те го изправят пред шефа на правителствената агенция, „Професора“, който разкрива, че Каплан е измислен, за да отвлече вниманието на Вандам от истинския правителствен агент – Ийв Кендъл. Торнхил се съгласява да помогне за нейното прикритие. В посетителския център на планината Ръшмор, Торнхил - сега доброволно играещ ролята на Каплан – преговаря с Вандам за обрата Кендъл да бъде арестувана. Тогава Кендъл застрелва Торнхил, привидно смъртоносно, и бяга. Оказва се, че пистолетът ѝ е бил зареден с халосни патрони. Професорът урежда среща на Торнхил и Кендъл. Мъжът научава, че Кендъл трябва да замине със самолет с Вандам и неговия поддръжник Леонард. Той се опитва да я разубеди, за да не отиде, но пада в безсъзнание и е заключен в болнична стая.
Торнхил бяга от ареста на Професора и отива в къщата на Вандам, за да спаси Кендъл. В къщата Торнхил дочува, че скулптурата съдържа микрофилм и че Леонард е открил халосните патрони, останали в пистолета на Кендъл. Проличава, че Вандам ще убие Кендъл, като я хвърли от самолета. Торнхил успява да я предупреди с тайна бележка. Вандам, Леонард и Кендъл се насочват към самолета. Докато Вандам се качва, Кендъл взема скулптурата и бяга към Торнхил. Двамата се насочват към върха на планината  Ръшмор. Докато се спускат от планината са преследвани от хората на Вандам - включително Леонард, който е смъртоносно прострелян от рейнджър. Вандам е задържан от Професора.

Междувременно Кендъл се държи за планината с върховете на пръстите си. Торнхил се протяга надолу, за да я издърпа нагоре. В този момент сцената се прекъсва и заменя с нова - той я издърпва – вече новата г-жа Торнхил – на горно легло на влак, който навлиза в тунел.

## Актьорски състав
| Актьор            | Роля           |
| ----------------- | -------------- |
| Кари Грант        | Роджър Торнхил |
| Ева Мари Сейнт    | Ийв Кендъл     |
| Джеймс Мейсън     | Филип Вандам   |
| Мартин Ландау     | Леонард        |
| Джеси Ройс Ландис | Клара Торнхил  |
| Лео Г. Карол      | Професорът     |
| Адам Уилямс       | Валериан       |

## КамеонаАлфред Хичкок
Епизодичните появи (роли) на Хичкок са характерни за повечето негови филми. В „Север-северозапад“ се вижда как вратата на автобуса се затваря пред лицето му точно когато фигурата му се показва на екрана малко след края на началните надписи. Има спекулации относно второ появяване в рамките на филма – около 45-ата минута.

## Продукция

### Процес по писане
Хичкок често споделя пред журналисти за идеята си относно Кари Грант, криещ се в „носа на Ейбрахам Линкълн“. Същият дори спекулира, че филмът може да се нарича Човекът в носа на Линкълн. 
Така режисьорът чака подходящ сценарист да развие идеята му. Този сценарист става Ърнест Леман. Първоначалният избор за ролята на пътуващия търговец е била поверена на Джеймс Стюарт, но Леман не е съгласен с тази негова позиция.

В своята книга „Животът и времето на Алфред Хичкок“ Джон Ръсел Тейлър предполага, че историята около хрумката на филма „Север-северозапад“ се е случила в период на писане на сценарий за друг филмов проект.
Хичкок се съгласи да направи филм за Ем Джи Ем (Метро-Голдуин-Майер), който е адаптация на романа „The wreck of the Mary Deare“ от Ралф Хамънд Инес. Тогава композиторът Бърнард Херман препоръчва на Хичкок да работи с неговия приятел Ърнест Леман. Хичкок се съгласява и така двамата с Леман започват работа. Но след няколко седмици последният желае да напусне, тъй като се затруднява да разгърне сюжетът на филма. За щастие режисьор и сценарист намират път един към друг, а Леман заявява: „Ще направя най-добрия филм на Хичкок“. Впоследствие се раждат доста идеи, като Хичкок дори споделя за желанието си да направи преследване в планината Ръшмор. В крайна сметка за кулминационен момент на продукцията е избран точно този момент, а убийството на дипломата от ООН също се превръща във възлово събитие за сюжета. 
Всъщност Хичкок в работил върху историята на филма доста време преди да се срещне с Леман. Отис Гърнси е американският журналист, чиято идея вдъхновява Хичкок. Тя е повлияна от истинска история по време на Втората световна война, когато британското разузнаване се сдобива с мъртво тяло и измисля фиктивен офицер, който носи секретни документи. Те уреждат подобна инсценировка, за да заблудят германците. Гърнси „преразглежда“ идеята и я превръща в история за американски търговец, който пътува до Близкия изток и е приет за фиктивен агент. Така той бива обременен от „опасната си самоличност“. Хичкок харесва тази концепция за филм и купува 60 страници.

### Кастинг
Ева Мари Сейнт, която играе Ив Кендъл, получава ролята си по интересен начин. Тя се запознава с режисьора, а малко по-късно нейният агент я оведомява, че е получила покана за вечеря с Хичкок и семейството му. Няколко дни след това тя получава повторна покана за среща с Алфред. По съвет на майка си се облича в бежови дрехи, а на ръцете си слага бели ръкавици. Като след време споделя, че именно този образ ѝ е помогнал да спечели ролята.
Хичкок присъства на пиесата „The Middle of the Night” и остава впечатлен от играта на Мартин Ландау и поисква среща с него, на която му показва проекта. Докато актьорът разглежда сценария, Хичкок му заявява: „Вече си Леонард“. 

### Процес по заснемане
По настояване на Хичкок филмът е направен в широкоекранния процес VistaVision на Paramount.
За една от сцените – самолет се удря в камион и експоадира, летящото средство е военновременен тренировъчен самолет Boeing-Stearman Model 75, като подобни модели са били използвани за селскостопански цели. Въпросният самолет е пилотиран от Боб Коу. А за заснемането на сцената Хичкок поставя „реплики“ на пътни квадратни знаци. Любопитно е, че години по-късно през 2000г. Британският вестник The Guardian поставя сцената под номер 29. в листата на „the top 100 film moments”.
Сред местата, на които е заснеман филма още са:
- 430 Pakr Avenue – това е сградата, използвана от Сол Бас по време на началните надписи.
- Хотел Plaza – след като взема такси със секретарската си, Торнхил изпива питие в бара на хотела. Именно тук той е отвлечен от привържениците на Вандам.
- Централата на ООН – след бягството на Торнхил от привържениците на Вандам в Плаза, той взема такси до централата на ООН, за да се срещне с Лестър Таунсенд. Интересно е, че сцената на Кари Грант, отиващ в Обединените нации в Ню Йорк, е заснета незаконно, тъй като след преглед на сценария властите на ООН отказват разрешение за заснемане. И така след два неуспешни опита Хичкок взема решение Грант  да спре с такси пред сградата на Общото събрание, докато екип със скрита камера го заснеме как излиза от превозното средство и минава през площада.Алфред Хичкок на снимачната площадка на филма „Север-северозапад“
- Летище Чикаго Мидуей – след ареста на Торнхил на търга, той и Професорът пътуват до летище Мидуей, където се качват на полет за Рапид Сити, Южна Дакота. Терминалът, който се вижда във филма, е построен през 1945 г., но днес вече не съществува, защото през 2002 г. сградата бива разрушена.
- Memorial view, връх Ръшмор - Фалшивото убийство на Роджър Торнхил се случва в стаята на Бъфало на сградата Memorial View в планината Ръшмор - единственото място в парка, където на Хичкок бива разрешено да снима.
- Къщата на Филип Вандам – разположена на скала на върха на планината Ръшмор, не е истинска структура. Хичкок иска от сценографите да направят къщата в стила на Франк Лойд Райт – най-популярният архитект в Америка по онова време. Външните снимки са направени с помощта на матови картини, докато вътрешните снимки са заснети с помощта на декор, построен в Кълвър Сити, Калифорния, където се намират студията на MGM.

### Костюми
Модни експерти твърдят, че сивият костюм, носен от Кари Грант през почти целия филм, е най-добрият костюм в историята на киното. Облеклото на Грант е повлияло и върху стила на обличане на героя на Том Круз в „Collateral“. Писателят Тод Макюън дори написва разказа „Костюмът на Кари Грант“, в който развива сюжета на филма от гледна точка на костюма.
Има известно несъгласие за това кой е „авторът“ на костюма. Според списание  Vanity Fair поръчката била предоставена на Norton and Sons, но британският вестник The Independent посочва друго име. Трети таблоиди пък са на мнение, че костюмът е ушит от личния шивач на Грант.
Гардеробът на Ева Мари Сейнт за филма първоначално е избран изцяло от MGM, но Хичкок не харесва селекциите им. Така актрисата и режисьорът отиват в Bergdorf Goodman, универсален магазин в Ню Йорк, за да изберат какво да облече.  

### Редакция и постпродукция
В интервю Хичкок споделя, че MGM настояват филмът да бъден съкратен с 15 минути, така че времетраенето му да продължи под два часа. Но Алфред на свой ред разговаря с агента си, който проверява договора и установява, че Хичкок има пълен контрол на финалната част. Затова и режисьорът отказва на продукцията.
Факт е и това, че една от репликите на Ева Мари Сейнт е дублирана – в сцената на съблазняване във вагон-ресторанта. Първоначално тя казва: „Никога не правя любов на празен стомах“, но това е променено в постпродукцията на: „Никога не обсъждам любовта на празен стомах“, тъй като оригиналната версия се приема за твърде рискована.

## Излъчване
Примиерата на филма е на 1 юли 1959 г. в United Artists Theatre в Чикаго, като има и седемседмично излъчване в Radio City Music Hall през август и септември същата година. Трейлърът на филма се представя от самия Хичкок, който приема ролята на собственик на туристическа агенция „Алфред Хичкок“, казвайки, че е направил филм за тези прекрасни ваканционни места.
„Север-северозапад“ е пуснат на Blu-ray Disc формат в Съединените щати през ноември 2009 г. Това издание е специално по случай 50-годишнината от излизането на филма. В него са излъчени и оригинални елементи на VistaVision. Издаден е и DVD формат. 

## Рецепция

### Боксофис
При откриването си в Чикаго той печели 46 000 долара през първата седмица и 35 000 долара през втората седмица. Филмът събира 209 000 долара през първата си седмица в Радио Сити Мюзик Хол, поставяйки рекорд за премиерна седмица в киното, както и за рекордните си приходи извън празничната седмица, и продължава да събира рекордните 404 056 долара за две седмици. Излъчването му в Мюзик Хол го превръща във филм номер едно в боксофиса на САЩ, където остава за седем седмици. До края на август той е спечелил 2,568,000 долара от 139 места за излъчване.
Според записите на MGM, филмът е спечелил театрални наеми в рамките на 5,740,000 долара в Съединените щати и Канада и 4,1 милиона долара навсякъде другаде, което води до печалба от 837,000 долара.

### Критическа концепция
„Север-северозапад“ има оценка „Certified Fresh“ 97% в Rotten Tomatoes, въз основа на 113 рецензии, със среден рейтинг от 9,3/10. Сайтът заявява консенсуса на критиците като: „Завладяваща, напрегната и визуално емблематична, тази класика от късния период на Хичкок положи основите за безброй екшън трилъри, които да последват.“ В Metacritic има резултат 98 от 100, базиран на на рецензии от 16 критици, което означава „всеобщо признание“. През 1998 г. Time Out провежда анкета и „Север-северозапад“ е избран за 12-ия най-добър филм на всички времена. The Village Voice класира Север-северозапад на номер 49 в списъка си „Топ 250 най-добри филма на века“ през 1999 г., въз основа на анкета на критиците. Entertainment Weekly го обявява за 44-ия най-добър филм на всички времена през 1999 г.  Филмът се нарежда на номер 98 в списъка на Empire за 500-те най-велики филма на всички времена. Гилдията на писателите на Америка класира сценария на място номер 21 в списъка си със „101 най-велики сценария, писани някога“. Той е класиран като 40-ия най-добър американски филм от Американския филмов институт. Филмът заема място 28 в списъка на „100-те най-велики филма“ от известното френско списание Cahiers du cinéma през 2008 г. В анкетата на списание Sight & Sound на Британския филмов институт през  2012 г. за най-великите филми, правени някога, „Север-северозапад“ е класиран на 53-то място, а в анкетата за 2022 г. филмът е класиран на 45-то място сред критиците. През 2010 г. The Guardian го класира като втория най-добър екшън и военен филм на всички времена. „Север-северозапад“ е класиран на 13-то място в списъка на BBC за 2015 г. за „100-те най-велики американски филма“. През 2022 г. Time Out нарича „Север-северозапад“ най-великия трилър, правен някога.
Time нарича филма „гладко изпипан и напълно забавен“.  А. Х. Уейлър от „The New York Times“ го прави „Избор на критиците“ и казва, че това е „най-живописното, интригуващо и весело преследване за годината“. Той хвали и актьорите, изпълняващи двете водещи роли:
Кари Грант, член ветеран от актьорския кръжок в университета на Хичкок, никога не се е чувствал повече у дома си, както в тази роля на мъжа, който „си плюе на петите“. Той се справя с гримасите, изненадания поглед, бързата усмивка, ... и всички прояви на смелост с увереност и изящество. Избирайки Ева Мари Сейнт като негово романтично „отражение“, г-н Хичкок е вложил някои таланти, които не са показани от актрисата досега. Въпреки че изглежда като човек с твърд характер, тя се появява като сладка героиня, която също така притежава обаятелен чар. 
Филмовият критик Чарлз Чамплин видя филма като „антология на типичните ситуации на Хичкок" и беше особено очарован от сцената и напрежението, в които героят на Грант избягва смъртта, когато е атакуван от самолет за прах в царевичните полета, което според него е представително за Хичкок най-добра работа. Критикът на Sight & Sound Пенелопе Хюстън го нарече „най-чистото произведение на правенето на развлекателни филми“. Лондонското издание на Time Out, рецензиращо филма почти половин век след първоначалното му пускане, коментира:
Петдесет години по-късно може да се каже, че лъскавият, ироничен, параноичен трилър на Хичкок улови идеално духа на времето: сянка от Студената война, тайни агенти на властта, градски модернизъм, суетня на градския живот и усещане за страх... Роджър Торнхил, изигран от Кари Грант, изискано облеченият рекламен изпълнителен директор на филма, който е погълнат от водовъртежа на погрешната самоличност, със сигурност ще бъде на място и в сериала Mad Men. Но няма нищо отживяло в тази перфектна буря от таланти, от Хичкок и Грант до сценариста Ърнест Леман (Sweet Smell of Success), колегите Джеймс Мейсън и Ева Мари Сейнт, композитора Бърнард Херман и дори дизайнера Саул Бас, чиято поредица от начални надписи все още успява да накара човек да изтръпне.
Авторът и журналист Ник Клуни похвали оригиналната история и обиграния диалог на Леман, наричайки филма „със сигурност най-стилният трилър на Алфред Хичкок, ако не и най-добрият му“. 

### Награди
Север-северозапад е номиниран за три награди Оскар – Най-добър филмов монтаж (Джордж Томазини), Най-добра арт режисура –  декор, цвят (Уилям А. Хорнинг, Робърт Ф. Бойл, Мерил Пай, Хенри Грейс и Франк Р. Маккелви) и Най-добър оригинален сценарий (Ърнест Леман)—на 32-рата церемония по връчването на наградите Оскар. Две от трите награди отиват при Ben-Hur, а другата при Pillow Talk. Филмът – и по-специално Леман – също печели награда „Едгар“ през 1960 г. за най-добър сценарий. Хичкок получава втората си награда „Silver Shell“ за най-добър режисьор на Международния филмов фестивал в Сан Себастиан. (Той  бива награден със същата награда година по-рано за Световъртеж.)
През 1995 г. Север-северозапад е избран за съхранение в Националния филмов регистър от Библиотеката на Конгреса на Съединените щати като „културно, исторически или естетически значим“. През юни 2008 г. Американският филмов институт разкри своите „10 топ 10“ – най-добрите 10 филма в 10 „класически“ американски филмови жанра – след анкетиране на над 1500 души от творческата общност. Север-северозапад е признат за седмият най-добър филм в мистериозния жанр. Също така бива посочен като номер 40 AFI's 100 Years...100 Movies, номер 4 in AFI's 100 Years...100 Thrills и номер 55 in AFI's 100 Years...100 Movies (10-то юбилейно издание).

## Теми и мотиви
Хичкок планира филма като промяна след мрачния си романтичен трилър „Световъртеж“ година по-рано. В интервю за книгата „Хичкок и Трюфо“ (1967 г.) режисьорът споделя, че иска да направи „нещо забавно, безгрижно и като цяло свободно от символиката, проникваща в другите му филми“. Филмът се смята за шедьовър заради темите, които засяга, а именно – измама, погрешна самоличност и морален релативизъм в ерата на Студената война.
Заглавието Север от Северозапад е предмет на дебат. Мнозина го виждат като взето от ред в Хамлет („Аз съм само луд от север-северозапад: когато вятърът е южен…“), произведение, което също се занимава с променливия характер на реалността. Но Хичкок опровергава тези твърдения: „Това е фантазия. Целият филм е олицетворение на заглавието – няма такова нещо като север към северозапад на компаса.“ Сценаристът от своя страна (Леман) заявява, че е използвал работно заглавие за филма на „В северозападна посока“ , защото действието на филма трябвало да започне в Ню Йорк и да завърши в Аляска. 
Сюжетът на филма включва „MacGuffin“ - термин, популяризиран от Хичкок – това е физически обект, който всички във филма преследват, но той няма дълбока връзка със сюжета. По-късно в „Север-северозапад“  става ясно, че шпионите се опитват да изнесат нелегално микрофилм, съдържащ правителствени тайни, извън страната. Те се опитват да убият Торнхил, когото смятат за агента по следите им.

## Влияния на филма
Филмът „Север-северозапад“ оказва влияние върху филмите на Джеймс Бонд, както и върху телевизионния сериал „Човекът от UNCLE“, където Лео Карол играе същата роля като ръководител на строго секретна разузнавателна агенция.
Съобщава се, че заглавието на филма е повлияло на името на популярния годишен музикален фестивал South by Southwest в Остин, Тексас като игра с формулировката на названието на зрелището на Хичкок. 
Също така третият епизод на сериала „Смъртоносният убиец“ (1976) включва почит към „Север-северозапад“, когато Докторът, който подобно на героя на Хичкок е лъжливо обвинен в политически мотивирано убийство, е атакуван от самолет, пилотиран от един от поддръжниците на врага си.
А испанската черна комедия от 2010г. „Последният цирк“ отдава визуална почит на сцената в планината Ръшмор в своята кулминационна сцена на върха на франксистки паментик. 

## Адаптации
„Север-северозапад“ е адаптиран като театрална пиеса от Каролин Бърнс. Примиерата се е състояла в Melbourne Theatre Company през 2015г. 